# Abraham (biskup Fryzyngi)
Abraham (zm. 993) – biskup Fryzyngi od 957.

## Życiorys
W 974 roku przystąpił do spisku Henryka II Kłótnika przeciwko cesarzowi Ottonowi II. Po wykryciu sprzysiężenia w czerwcu tego roku zagrożony klątwą (spiritale gladium) stawił się na dworze cesarskim, gdzie podjęto decyzję o osadzeniu go w klasztorze w Korbei.